# Тропічні циклони кабовердійського типу

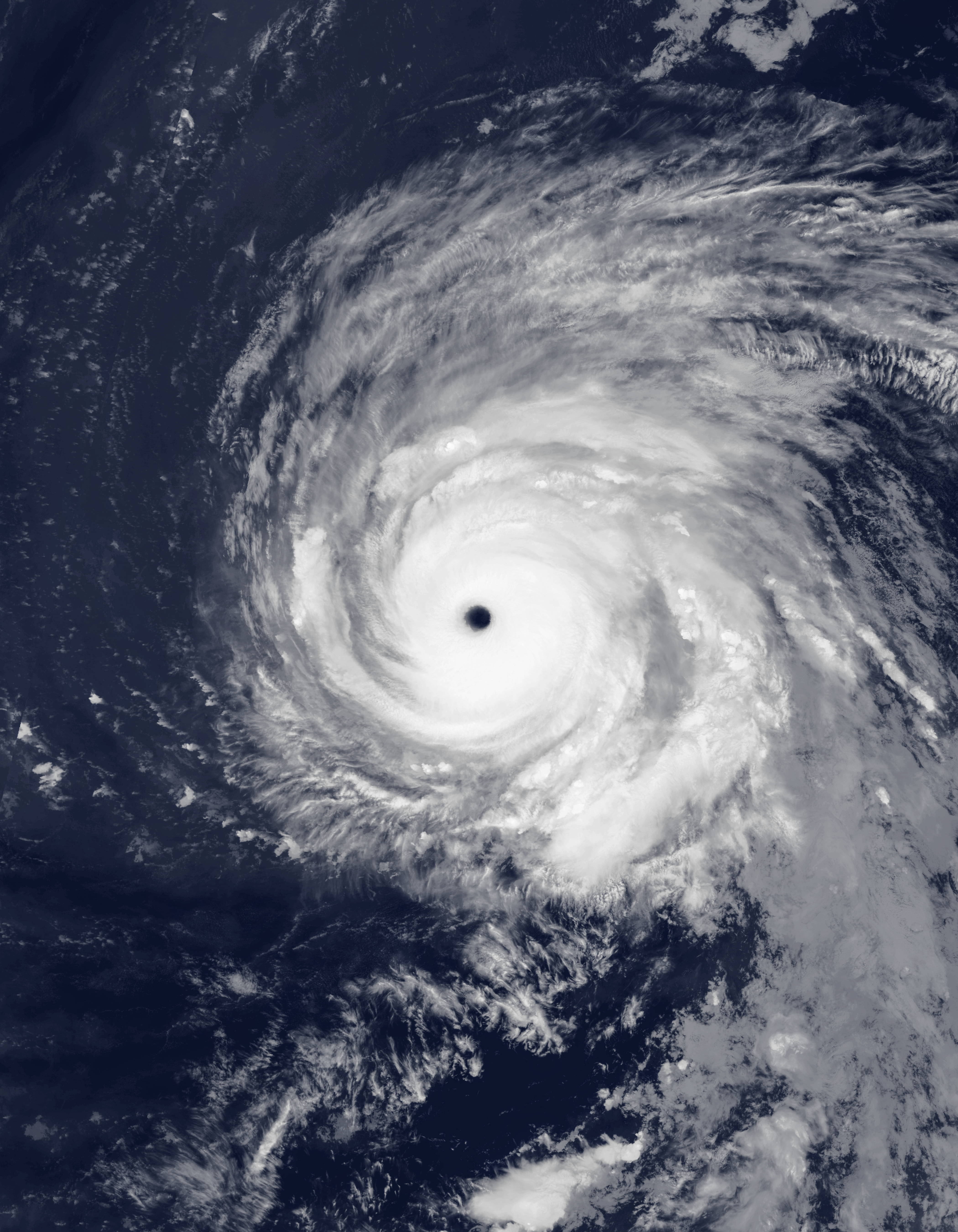
Ураган Кірк, ураган кабовердійського типу 4 категорії.

Тропічні циклони кабовердійського типу або урагани кабовердійського типу — тип тропічних циклонів півночі Атлантичного океану, що формуються біля островів Кабо-Верде, біля західного узбережжя Африки. Зазвичай за сезон розвивається близько двох тропічних циклонів кабовердійського типу, що зазвичай є одними з найбільших за розміром та найінтенсивніших тропічних циклонів сезону, оскільки вони часто мають можливість значно посилитися над теплими океанськими водами до досягнення суші. П'ять найсильніших атлантичних тропічних циклонів належать до цього типу, так саме як і більшість довгоживучих тропічних циклонів. Тоді як частина цих тропічних циклонів проводить все своє життя в морі, інші досягають Вест-Індії, узбережжя Мексиканської затоки і східного узбережжя США, здійснюючи значні руйнування у цих районах.

## Формування
Тропічні циклони кабовердійського типу розвиваються з тропічних хвиль, що формуються біля африканського узбережжя під час сезону дощів. Ці хвилі викликають депресії, що за сприятливими умовами розвиваються у тропічні циклони приблизно за 1000 км від островів Кабо-Верде. Зазвичай цей процес відбувається в серпні або вересні, однак були зареєстровані й циклони, що формувалися на початку липня або наприкінці жовтня.

## Типові шляхи

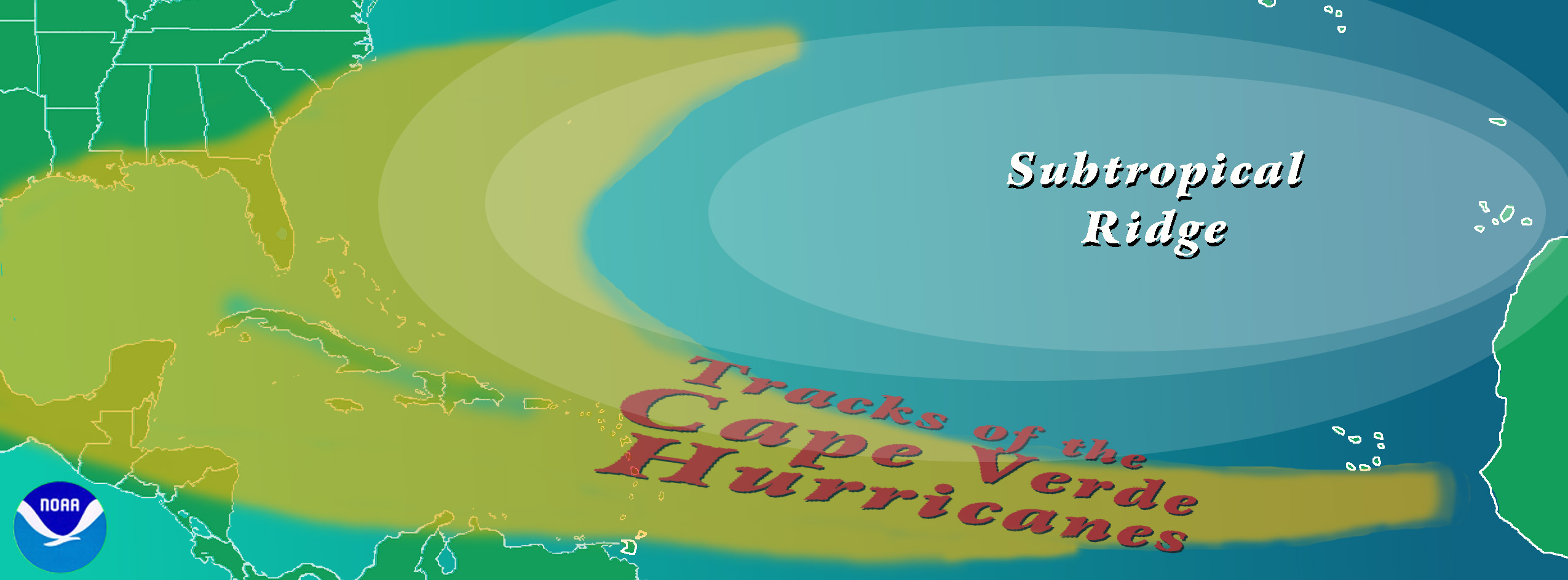
Типові шляхи тропічних циклонів кабовердійського типу

Після формування біля островів Кабо-Верде, тропічні циклони цього типу починають рухатися на захід, досягаючи ураганної сили посередині Атлантичного океану, хоча це може відбутися як ближче до Кабо-Верде, так і ближче до Вест-Індії. Із рухом на захід ці тропічні циклони поступово повертають на північ, цей поворот робить більшість тропічних циклонів, що існують більш ніж кілька днів. Однак із наближенням до Карибського моря можливо кілька сценаріїв їх розвитку та руху.

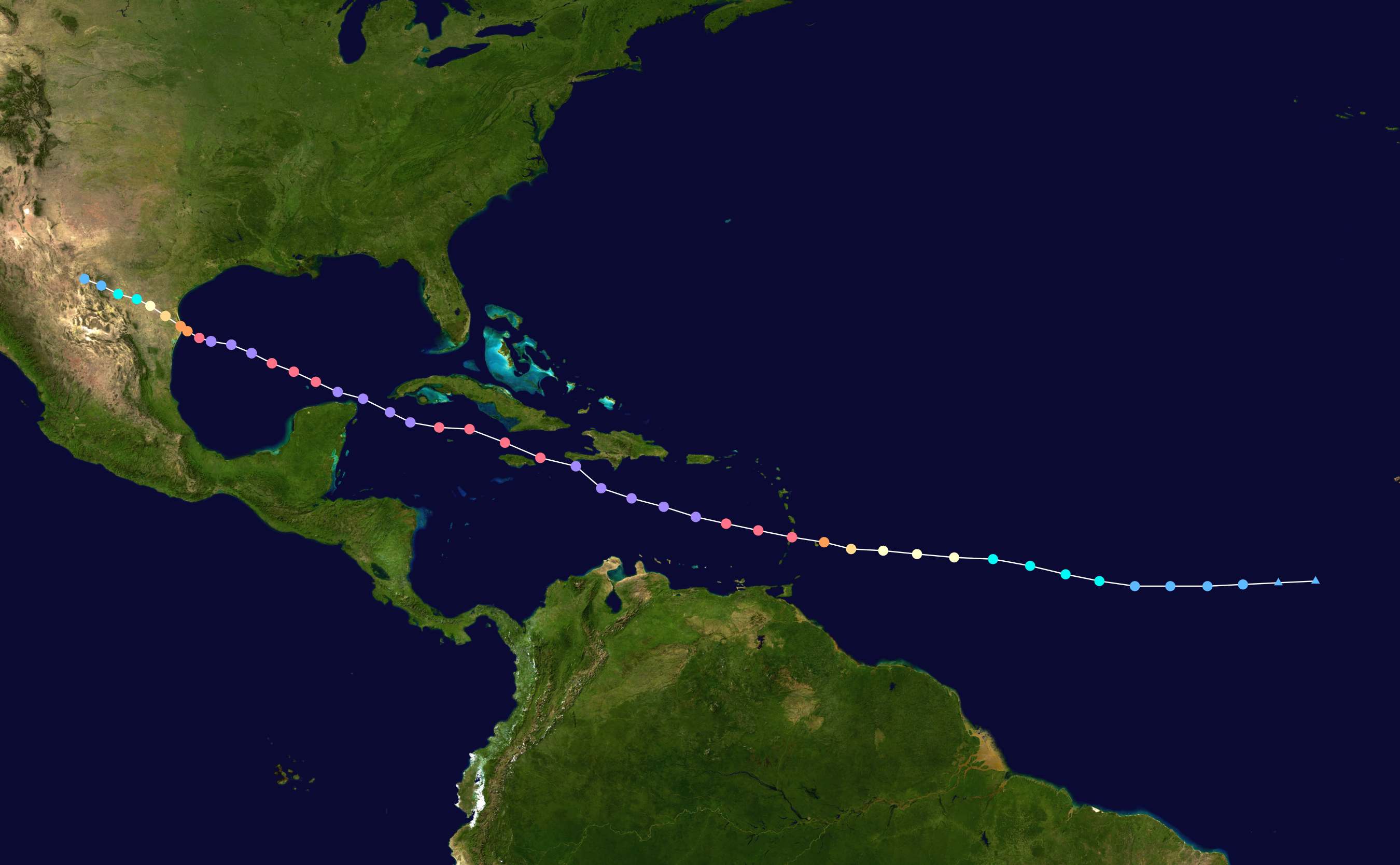
Ураган Аллен 1980 року — південний шлях.

1. Ураган Аллен 1980 року — південний шлях. Ураган може рухатися майже прямо на захід, перетнути Навітряні острови і потрапити до Карибського моря. При цьому він може частково задіти Венесуелу і продовжувати рух далі, до Нікарагуа, Гондурасу або Белізу[2]. Наприклад, Ураган Хуан-Міріам пройшов цим шляхом у 1988 році, викликав повені в Південній Америці, вийшов на сушу в Центральній Америці і продовжив рух у Тихому океані. Такий самий шлях здійснив і Ураган Айрін-Олівія 1971 року. Деякі тропічні циклони досягають Мексиканської затоки, наприклад, яураган Іван 2004 року почав шлях саме цим маршрутом, але різко повернув на північ і вийшов на сушу в Алабамі. Між цими крайніми шляхами лежать шляхи таких тропічних циклонів як ураган Аллен 1980 року, що досяг узбережжя Мексики, вразивши узбережжя від Юкатану до Техасу. Багато подібних ураганів вражають Ямайку, як це зробив Ґалвестонський ураган 1915 року і ураган Гілберт 1988 року.

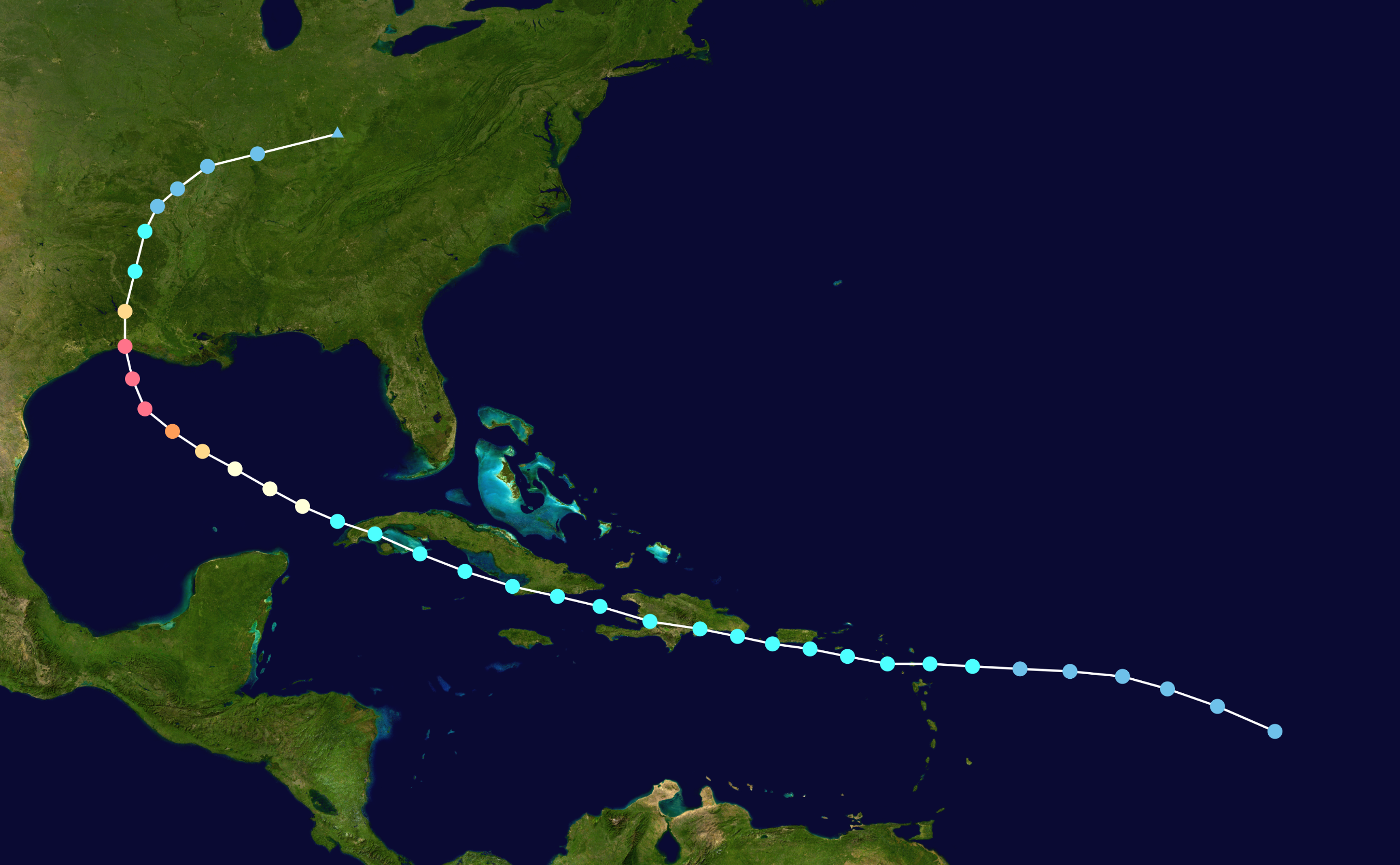
Ураган Лора 2020 року — карибський шлях.

2. Ураган Лора 2020 року — карибський шлях. Якщо тропічний циклон відхиляється сильніше, він може пройти Підвітряними островами та досягти Великих Антильських островів. У 1998 році Ураган Джордж пройшов цим шляхом до Міссісіпі. Якщо тропічний циклон відхиляється трішки північніше, він проходить Багамськими островами і досягає Флориди, як це зробив Ураган Ендрю 1992 року[2]. Багато з цих тропічних циклонів досягають центральної частини Карибського моря та вражають острови Гаїті і Кубу, як це зробили Ураган Девід і Ураган Фредерік в 1979 році. Деякі тропічні циклони повертають на захід, до Мексиканської затоки, та виходять на сушу в Техасі, як це зробив Ґалвестонський ураган 1900 року і Ураган Айк 2008 року.

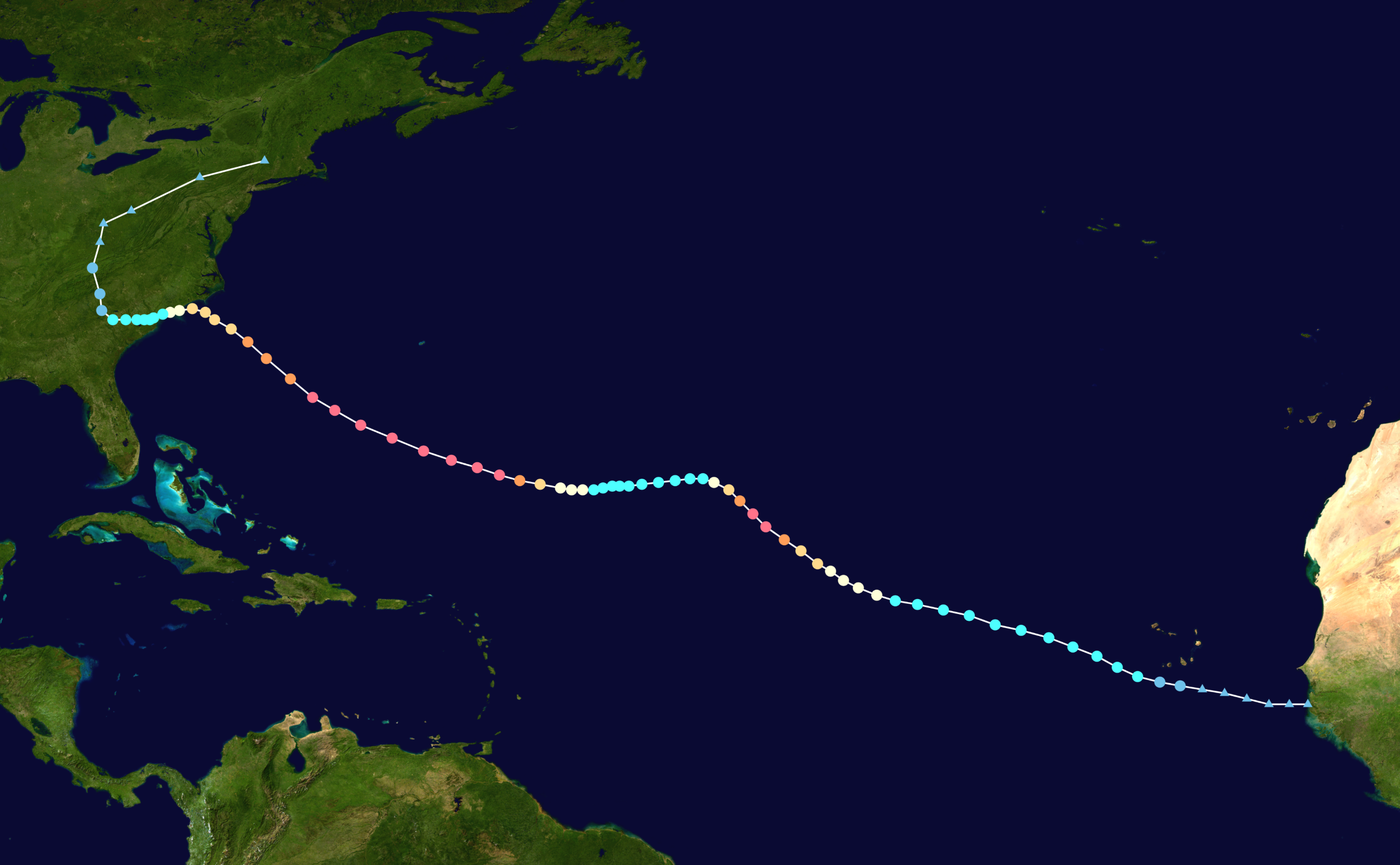
Ураган Флоренс 2018 року, що вразив східне узбережжя США.

3. Ураган Флоренс 2018 року, що вразив східне узбережжя США. Деякі тропічні циклони ще сильніше відхиляються на північ через район високого тиску, що часто утворюється у східній частині Атлантичного океану наприкінці літа. Ці циклони проходять на північ від Антильських островів та повертають на північ та північний схід на схід від Флориди, часто не зачіпляючи суші. Деякі з цих тропічних циклонів, однак, рухаються на північний захід, виходячи на сушу в Північній або Південній Кароліні. Типовими прикладами таких тропічних циклонів є ураган Г'юго 1989 року і ураган Фран 1996 року. Деякі тропічні циклони цього типу ще сильніше підхиляються на північ і досягають Нової Англії, як це трапилося з Новоанглійським ураганом 1938 року і ураганом Глорія 1985 року[2].

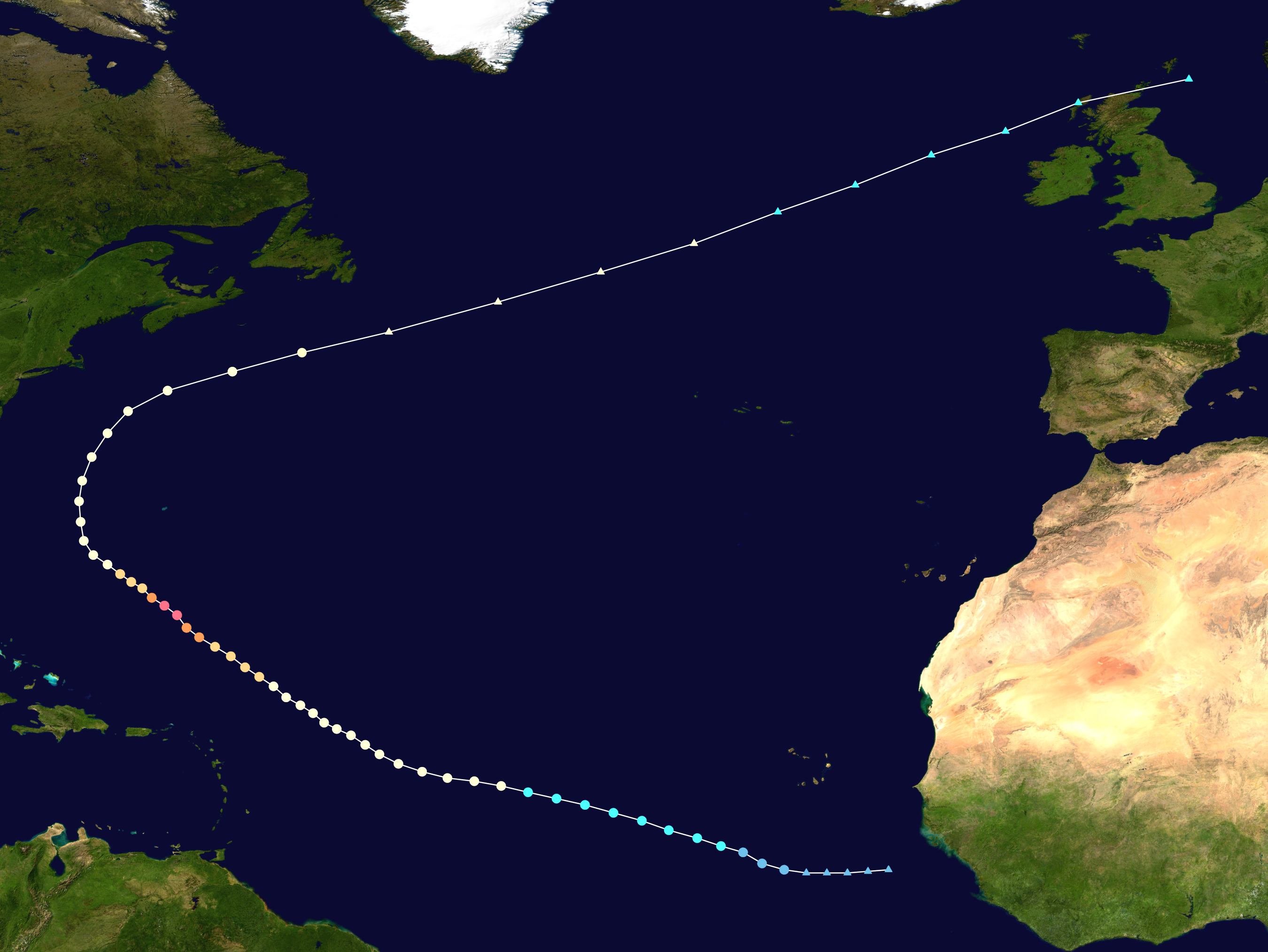
[Ураган Катя (2011)

4. Ураган Катя 2011 року, що пройшов мимо східного узбережжя США. Якщо тропічний циклон відхиляється на північ, ймовірність виходу його на сушу невелика. Деякі тропічні циклони, однак, повертають на північний захід і досягають східного узбережжя США або Канади, як Чесапіксько-потомакський ураган 1933 року і Ураган Ізабель 2003 року, що досягли середніх районів східного узбережжя США, та ураган Білл 2009 року, ураган Дейзі 1962 року і ураган Ерл 2010 року, що досягали Канади. Коли ж шлях відхиляється сильніше, тропічний циклон повертає назад у море, перетворюючись на позатропічний циклон над холоднішими водами. Прикладом такого тропічного циклону був ураган Едуард 1996 року. В екстремальних випадках, тропічний циклон може досягти Європи, як це трапилося з ураганом Гелен 2006 року і ураганом Айзек 2000 року, обидва з яких досягли Ірландії.

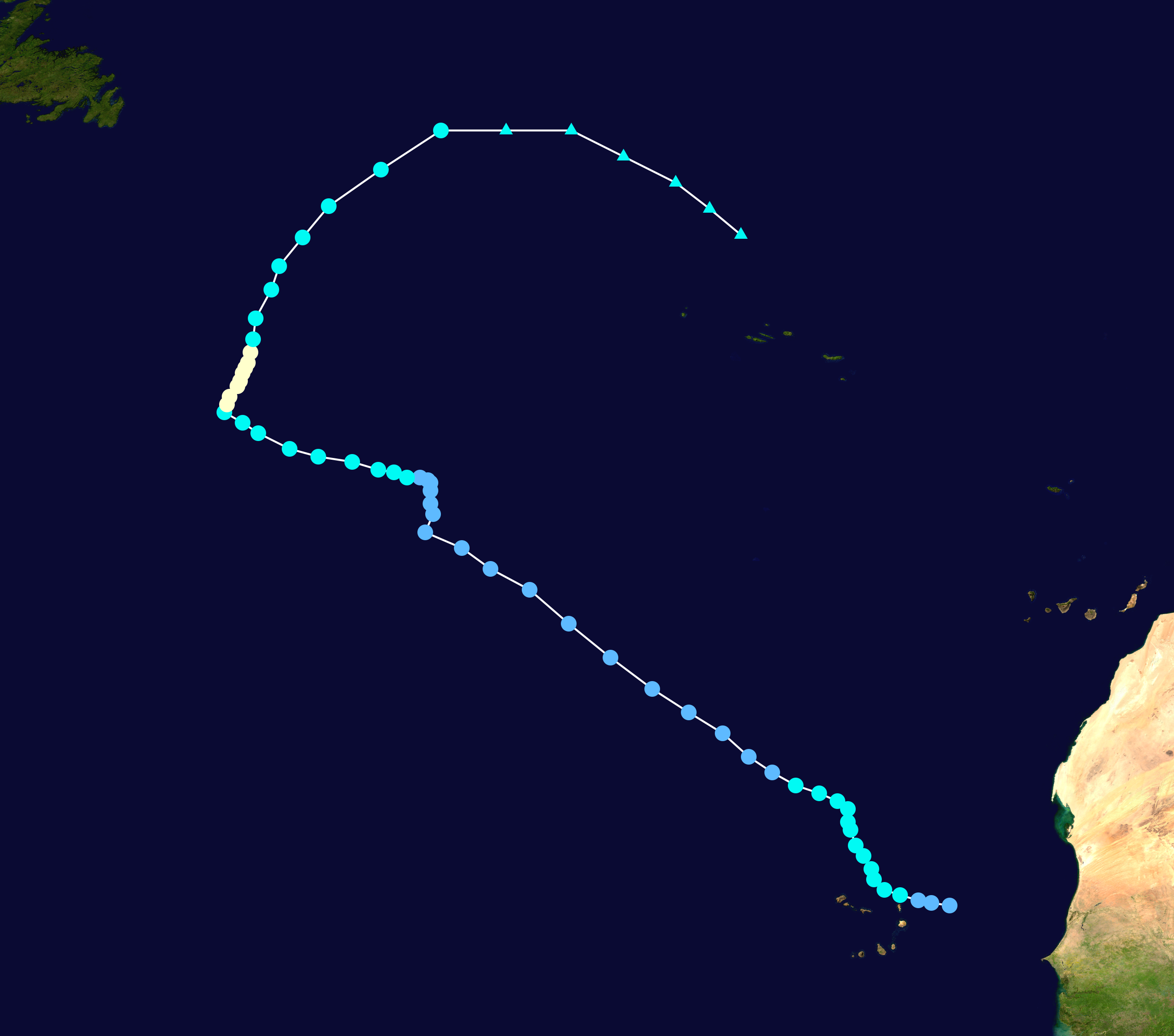
Ураган Фелікс 1989 року, що зник над центральною частиною Атлантичного океану.

5. Ураган Фелікс 1989 року, що зник над центральною частиною Атлантичного океану. Інколи субтропічний хребет знаходиться південніше свого звичайного положення, що дозволяє тропічним циклонам відхилятися на північ та схід швидше, зазвичай такі циклоні розсіюються над океаном. Прикладом таких тропічний циклонів є ураган Філіпп 2005 року[2]. Інколи таке відхилення трапляється особливо швидко після формування, як це відбулося з ураганами Ерін і Фелікс 1989 року.

Тропічні циклони кабовердійського типу є одними з найбільш довгоживучих, оскільки при типовому русі на захід вони довго не зустрічають суші або холодніших вод, що можуть припинити існування тропічного циклону. Ураган Фейс 1966 року, тропічний циклон кабовердійського типу, є третім ча часом життя атлантичним ураганом, що проіснував 16 днів, з них 14 з силою урагану. Ураган Хуан-Марьям 1988 року і ураган Ірен-Олівія 1971 року існували ще довше, оскільки продовжили рух у Тихому океані.

## Найсильніші урагани кабовердійського типу
В таблиці вказана максимальна категорія урагану за шкалою Саффіра-Сімпсона. Сильними ураганами  називаються такі що досягли третьої категорії, або ті що принесли великі збитки:
| Рік  | Назва / ім'я                          | Категорія |
| ---- | ------------------------------------- | --------- |
| 1899 | Ураган Сан-Кіріако 1899 року          | 4         |
| 1900 | Ґалвестонський ураган 1900 року       | 4         |
| 1926 | Маямський ураган 1926 року            | 4         |
| 1928 | Окічобський ураган 1928 року          | 5         |
| 1938 | Новоанглійський ураган 1938 року      | 5         |
| 1947 | Форт-лодердейльський ураган 1947 року | 5         |
| 1957 | Ураган Керрі 1957 року                | 4         |
| 1958 | Ураган Клео 1958 року                 | 5         |
| 1960 | Ураган Донна                          | 5         |
| 1964 | Ураган Клео                           | 4         |
| 1966 | Ураган Фейт                           | 3         |
| 1966 | Ураган Інес                           | 4         |
| 1979 | Ураган Девід                          | 5         |
| 1979 | Ураган Фредерік                       | 4         |
| 1980 | Ураган Аллен                          | 5         |
| 1985 | Ураган Ґлорія                         | 4         |
| 1988 | Ураган Гілберт                        | 5         |
| 1989 | Ураган Г'юго                          | 5         |
| 1992 | Ураган Ендрю                          | 5         |
| 1995 | Ураган Фелікс                         | 4         |
| 1995 | Ураган Луїс                           | 4         |
| 1995 | Ураган Мерилін                        | 3         |
| 1996 | Ураган Берта                          | 3         |
| 1996 | Ураган Едуард                         | 4         |
| 1996 | Фран (ураган                          | 3         |
| 1998 | Ураган Бонні                          | 3         |
| 1998 | Ураган Джордж                         | 4         |
| 1999 | Ураган Флойд                          | 4         |
| 1999 | Ураган Герт                           | 4         |
| 2000 | Ураган Альберто                       | 3         |
| 2000 | Ураган Айзек                          | 4         |
| 2002 | Ураган Лілі                           | 4         |
| 2002 | Ураган Ісідор                         | 3         |
| 2003 | Ураган Фабіан                         | 4         |
| 2003 | Ураган Ізабель                        | 5         |
| 2004 | Ураган Френсіс                        | 4         |
| 2004 | Ураган Іван                           | 5         |
| 2004 | Ураган Чарлі                          | 4         |
| 2004 | Ураган Карл                           | 4         |
| 2005 | Ураган Денніс                         | 4         |
| 2005 | Ураган Емілі                          | 5         |
| 2006 | Ураган Гордон                         | 3         |
| 2006 | Ураган Гелен                          | 3         |
| 2007 | Ураган Дін                            | 5         |
| 2007 | Ураган Фелікс                         | 5         |
| 2008 | Ураган Берта                          | 3         |
| 2008 | Ураган Айк                            | 4         |
| 2009 | Ураган Білл                           | 4         |
| 2009 | Ураган Фред                           | 3         |
| 2010 | Ураган Даніель                        | 4         |
| 2010 | Ураган Ерл                            | 4         |
| 2010 | Ураган Ігор                           | 4         |
| 2010 | Ураган Джулія                         | 4         |
| 2011 | Ураган Айрін                          | 3         |
| 2011 | Ураган Катя                           | 4         |
| 2016 | Ураган Метью                          | 5         |
| 2017 | Ураган Гарві                          | 4         |
| 2017 | Ураган Ірма                           | 5         |
| 2017 | Ураган Хосе                           | 4         |
| 2017 | Ураган Марія                          | 5         |
| 2018 | Ураган Флоренс                        | 4         |
| 2019 | Ураган Доріан                         | 5         |
| 2019 | Ураган Лоренцо                        | 5         |
| 2020 | Ураган Лора                           | 4         |
| 2020 | Ураган Тедді                          | 4         |
| 2021 | Ураган Ларрі                          | 3         |
| 2021 | Ураган Сем                            | 4         |
| 2022 | Ураган Фіона                          | 4         |
| 2023 | Ураган Лі                             | 5         |
| 2024 | Ураган Берил                          | 5         |
| 2024 | Ураган Кірк                           | 4         |
| 2025 | Ураган Ерін                           | 5         |

## Дослідження
З 1974 року проводиться проект GATE з дослідження цих тропічних циклонів, у якому беруть участь 20 країн, при цьому проводиться дослідження тропічних хвиль, зокрема за допомогою літаків. В 2006 був здійснений 2-місячний дослідницький проект NAMMA-06, протягом якого літаки патрулювали райони можливого виникнення тропічних циклонів.

## Ресурси Інтернету
- NOAA AOML Hurricane Research Division definition of a Cape Verde-type hurricane